# ميغيل تراوكو
ميغيل تراوكو (Miguel Trauco) (3 يوليو 1992 في تارابوتو في بيرو – )؛ هو لاعب كرة قدم كان يلعب كمدافع. يلعب مع منتخب بيرو لكرة القدم منذ عام 2014.

## مسيرته الكروية
لعب ميغيل تراوكو خلال مسيرته الاحترافية مع 4 أندية في عشرة مواسم وسجل خلالها 6 أهداف ضمن 250 مباراة. ولم يفز بأي موسم بالكأس وفاز في موسم واحد بالدوري.
خاض ميغيل تراوكو مسيرته مع Unión Comercio ‏ في موسم 2011 ليلعب معه خمسة مواسم، مشاركًا في 161 مباراة سجل خلالها 3 أهداف. ثم انتقل إلى نادي يونيفرسيتاريو ما بين عامي 2016 و2017 لمدة موسم واحد، حيث شارك في 36 مباراة سجل خلالها هدفًا واحدًا. لينتقل بعدها إلى نادي فلامنغو في موسم 2017 واستمر معه طيلة ثلاثة مواسم، مشاركًا في 34 مباراة سجل خلالها هدفًا واحدًا أيضًا. ثم انتقل إلى نادي سانت إتيان في موسم 2019–20 لمدة موسم واحد، مشاركًا في 19 مباراة سجل خلالها هدفًا واحدًا أيضًا.

## وصلات خارجية
- ميغيل تراوكو على موقع الاتحاد الدولي (مؤرشف)  (الإنجليزية)
- ميغيل تراوكو على موقع إي إس بي إن إف سي (الإنجليزية)
- ميغيل تراوكو على موقع قاعدة بيانات كرة القدم.إي يو (الإنجليزية)
- ميغيل تراوكو على موقع ليكيب (الفرنسية)
- ميغيل تراوكو على موقع ناشيونال فوتبول تيمز (الإنجليزية)
- ميغيل تراوكو على موقع Soccerway.com (الإنجليزية)
- ميغيل تراوكو على موقع عالم كرة القدم.نت (الإنجليزية)
- ميغيل تراوكو على موقع AS.com (الإسبانية)